# Masters de Miami 2006
El Masters de Miami 2006 (también conocido como 2006 NASDAQ-100 Open por razones de patrocinio) fue un torneo de tenis jugado sobre pista dura. Fue la edición número 22 de este torneo. El torneo masculino formó parte de los ATP World Tour Masters 1000 en la ATP. Se celebró entre el 20 de marzo y el 2 de abril de 2006.

## Campeones

### Individuales Masculino
Roger Federer vence a  Ivan Ljubičić, 7–6(7–5), 7–6(7–4), 7–6(8–6)

### Individuales Femenino
Svetlana Kuznetsova vence a  María Sharápova, 6–4, 6–3

### Dobles Masculino
Jonas Björkman /  Max Mirnyi vencen a  Bob Bryan /  Mike Bryan, 6–4, 6–4

### Dobles Femenino
Lisa Raymond /  Samantha Stosur vencen a  Liezel Huber /  Martina Navratilova, 6–4, 7–5
| Predecesor: Miami 2005 | Masters de Miami 2006 | Sucesor: Miami 2007 |